# Reinhard Mecke

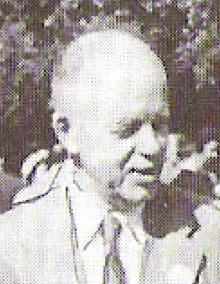
Reinhard Mecke(1955)

Reinhard Robert Julius Mecke (* 14. Juli 1895 in Stettin; † 30. Dezember 1969 in Freiburg im Breisgau) war ein deutscher Physiker, der sich mit chemischer Physik befasste. Er gilt als einer der Pioniere der Infrarot-Spektroskopie (damals üblicherweise als Ultrarot-Spektroskopie bezeichnet) in der Physikalischen Chemie, die davor in Deutschland überwiegend thermodynamisch ausgerichtet war, und führte die meckeschen Symbole für die Zuordnung der Gruppenschwingungen ein.
Mecke studierte ab 1913 Mathematik und Physik an den Universitäten Freiburg, Bern und Marburg und wurde 1920 bei Franz Richarz (1860–1920) in Marburg promoviert (Kranzerscheinungen in homogenen Nebeln). Danach war er bei Heinrich Konen an der Universität Bonn, an der er sich 1923 habilitierte (über Bandenspektren des Jods) und Privatdozent wurde. 1927 heiratete er seine Doktorandin M. Guillery.
1932 wurde er außerordentlicher Professor für Chemische Physik an der Universität Heidelberg (auf Initiative von Max Trautz). In Heidelberg befasste er sich mit Bandenspektren von Wasserdampf und Ultrarot- und Raman-Spektroskopie kleiner organischer Moleküle. Ihm gelang der erstmalige Nachweis des Einflusses des Kernspins auf Rotations-Schwingungs-Spektren von Molekülen.
1937 wurde er Professor für theoretische Physik an der Albert-Ludwigs-Universität Freiburg und untersuchte dort infrarotspektroskopisch Wasserstoffbrückenbindungen. 1942 wurde er dort ordentlicher Professor und Direktor des Instituts für Physikalische Chemie. Außerdem war er 1958 Gründer und bis 1968 Direktor des Instituts für Elektrowerkstoffe (IEW) der Fraunhofer-Gesellschaft (heute Institut für Festkörperphysik), neben der Leitung seines Instituts für Physikalische Chemie. 1963 wurde er in Freiburg emeritiert.
1964 wurde er Mitglied der Leopoldina. 1965 erhielt er die Bunsen-Denkmünze.
Er war Mitarbeiter am Handbuch der Physik von Geiger und Scheel. Sein Artikel Vorlesungstechnik mit Anton Lambertz aus Band 1 ist auch als Buch erschienen. Mecke war auch wesentlich an der Organisation der Tagung der Nobelpreisträger in Lindau beteiligt.
Er ist der Vater des Biochemikers und Chemikers Dieter Mecke (1933–2013).